# Immolation (groupe)
Pour l’article homonyme, voir Immolation.
Immolation est un groupe de death metal américain, originaire de Yonkers, New York.

## Biographie
Le groupe est formé en mai 1986 sous le nom de Rigor Mortis par Andrew Sakowicz (basse et chant) et Dave Wilkinson (batterie). Après l'enregistrement de la démo Warriors of Doom, le groupe change de nom pour Immolation en avril 1988. Ils signent ensuite au label Roadrunner Records et publient leur premier album, Dawn of Possession en 1991. Le groupe restera silencieux pendant cinq ans avant de signer chez Metal Blade pour y sortir en 1996 un album très attendu de ses fans, Here In After. Le groupe fera quelques tournées pendant un an au côté de Cannibal Corpse et de Six Feet Under. Après encore une longue attente pour les fans, ils goûtent enfin au plaisir de la sortie de Failures of Gods.
Ils sortiront ensuite Close to a World Below en 2000, puis signeront sur le label français Listenable records pour lequel ils enregistreront les albums Unholy Cult et Harnessing Ruin. En mai 2001, le groupe effectue une tournée en Europe avec des groupes comme Deranged, Deströyer 666, Decapitated et Soul Demise. Unholy Cult assiste au départ du guitariste Thomas Wilkinson et l'arrivée de Bill Taylor, guitariste d'Angelcorpse. Steve Shalaty remplace Hernandez sur Harnessing Ruin. En février 2008, Immolation tourne aux États-Unis avec notamment Rotting Christ, Belphegor et Averse Sefira.
En 2009, ils signent chez Nuclear Blast et sortent, en 2010, leur huitième album, Majesty and Decay. Entre janvier et février 2010, Immolation tourne avec le groupe Nile, Krisiun, Rose Funeral, et Dreaming Dead. En 2011, ils enregistrent l'EP cinq titres Providence, publié chez Scion A/V en téléchargement gratuit. En mai 2013, Immolation publie Kingdom of Conspiracy, encore une fois chez Nuclear Blast, et tourne avec Cannibal Corpse et Napalm Death à une tournée sponsorisé par le Decibel Magazine.

## Style musical
Immolation se caractérise par des riffs dissonants harmoniques, souvent joués en parallèle à deux guitares.

## Membres

### Membres actuels
- Ross Dolan - basse, chant (depuis 1988)
- Robert Vigna - guitare (depuis 1988)
- Steve Shalaty - batterie (depuis 2003)
- Alex Bouks - guitare (depuis 2016)

### Anciens membres
- Neal Boback - batterie (1988-1989)
- Craig Smilowski - batterie(1989-1996)
- Alex Hernandez - batterie (1996-2003)
- Thomas Wilkinson - guitare (1988-2001)
- Bill Taylor - guitare (2001-2016)

### Membre live
- John McEntee - guitare (2001)

## Discographie
- 1988 : Demo I (démo)
- 1989 : Demo II (démo)
- 1991 : Dawn of Possession
- 1996 : Here in After
- 1999 : Failures for Gods
- 2000 : Close to a World Below
- 2002 : Unholy Cult
- 2004 : Bringing Down The World (DVD)
- 2005 : Harnessing Ruin
- 2007 : Shadows in the light'
- 2007 : Hope and Horror (EP)
- 2010 : Majesty and Decay
- 2011 : Providence (EP)
- 2013 : Kingdom of Conspiracy
- 2017 : Atonement
- 2022 : Acts of God